# Antonieta de Luxemburgo
Antonieta Roberta Sofía Guillermina de Luxemburgo (en alemán, Antoinette Roberte Sophie Wilhelmine von Luxembourg; Lenggries, 7 de octubre de 1899-Lenzerheide, 31 de julio de 1954) fue una princesa de Luxemburgo y miembro de Casa de Nassau-Weilburg por nacimiento, y última princesa de la Corona de Baviera como la segunda esposa del príncipe heredero Ruperto de Baviera.

## Familia

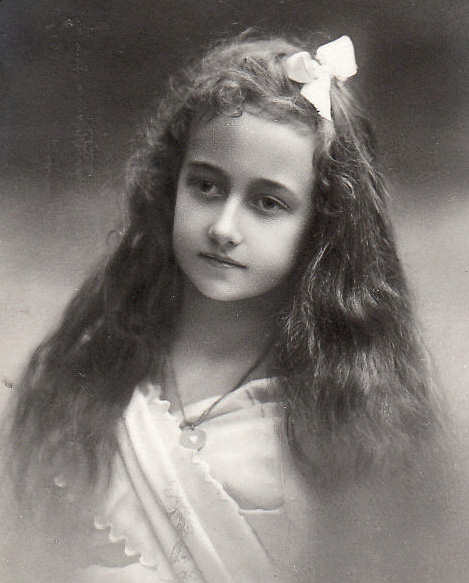
Antonieta a la edad de 10 años (Atelier Elvira, Múnich, 1910).

Nacida en el Palacio de Hohenburg, en Lenggries, Antonieta fue la cuarta hija del gran duque Guillermo IV de Luxemburgo, quien reinó entre 1905 y 1912, y de su esposa, la infanta María Ana de Portugal.
Era la hermana menor de dos grandes duquesas de Luxemburgo consecutivas, María Adelaida y Carlota. Su familia la apodó cariñosamente "Toni".

## Matrimonio y descendencia
Antonieta se convirtió en la segunda esposa del príncipe Ruperto, heredero a la corona de Baviera. Ambos se comprometieron el 26 de agosto de 1918. Por esa época, Ruperto era Generalfeldmarschall en el ejército imperial alemán, y había comandado con éxito al Sexto Ejército alemán en la batalla de Lorena.  
Este compromiso fue muy criticado por los lazos cercanos que mantenía la familia gran ducal luxemburguesa y la realeza del Imperio alemán, ya que por ese momento Luxemburgo estaba ocupada por Alemania. Esto añadió a la gran presión que ya sentía la gran duquesa María Adelaida, que se vio obligada a abdicar el 10 de enero de 1919. A pesar de la abdicación de su hermana mayor y el derrocamiento del Reino de Baviera a favor de una república, la pareja se casó el 7 de abril de 1921 en el Palacio de Hohenburg.
Antonieta y Ruperto tuvieron seis hijos, a través de quienes tienen un gran número de descendientes:
- Enrique Francisco Guillermo (28 de marzo de 1922-14 de febrero de 1958), casado con Ana María de Lustrac el 31 de julio de 1951.
- Ermengarda María Josefa (29 de mayo de 1923-23 de octubre de 2010), casada con el príncipe Luis de Baviera el 20 de julio de 1950; tienen tres hijos, cinco nietos y cuatro bisnietos.
- Edith María Gabriela Ana (16 de septiembre de 1924-4 de mayo de 2013), casada con Tito Tomasso Maria Brunetti el 12 de noviembre de 1946; tuvieron tres hijas, cinco nietos y cuatro bisnietos. Se casó en segundas nupcias con el profesor Gustav Christian Schimert el 29 de diciembre de 1959; tienen tres hijos y seis nietos.
- Hilda Hildegarda María Gabriela (24 de marzo de 1926-5 de mayo de 2002), casada con Juan Bradstock Edgart Lockett de Loayza el 12 de febrero de 1949; tuvieron cuatro hijos y cuatro nietos.
- Gabriela Adelgunda María Teresa Antonia (10 de mayo de 1927-19 de abril de 2019), casada con Carlos Emanuel, más tarde 14.º duque de Croÿ el 17 de junio de 1953; tienen tres hijos y diez nietos.
- Sofía María Teresa (nacida en 1935), casada con Juan, 12.º duque de Arenberg, el 18 de enero de 1955; tienen cinco hijos, once nietos y una bisnieta.

## Últimos años
Como opositores del régimen nazi, Antonia y Ruperto se vieron obligados a marchar al exilio en el Reino de Italia en 1939. Desde allí, se trasladaron al Reino de Hungría. Cuando Alemania ocupó Hungría en octubre de 1944, Antonia y sus hijos fueron capturados, mientras que Ruperto, todavía en Italia, pudo evitar el arresto. Fueron encarcelados en el campo de concentración de Sachsenhausen. A principios de abril de 1945, fueron llevados al campo de concentración de Dachau. A pesar de que sería liberada ese mismo mes, el encarcelamiento dañó mucho la salud de Antonieta; aquel calvario hizo que ella jurara nunca más volver a pisar suelo alemán, y murió nueve años más tarde en Lenzerheide, Graubünden, Suiza.

## Títulos y honores
| ● 7 de octubre de 1899-7 de abril de 1921: | Su alteza gran ducal la princesa Antonieta de Luxemburgo |
| ● 7 de abril de 1921-31 de julio de 1954:  | Su alteza real la princesa heredera de Baviera (1)       |

1. Después del establecimiento de la República Federal Alemana, el título adquirió un matiz meramente simbólico.
Nacionales
 Luxemburgo:
- Dama gran cruz de la Orden del León de Oro de la Casa de Nassau.
- Dama gran cruz de la Orden de Adolfo de Nassau.

 Reino de Baviera:
- Dama gran cruz de la Orden al Mérito Militar.
- Gran maestre de la Orden de Teresa.
- Gran maestre de la Orden de Santa Isabel.

Extranjeras
- Dama de la Orden de la Cruz Estrellada ( Imperio austrohúngaro)
- Dama de la Orden de Luisa (

 Reino de Prusia)

## Ancestros
|  |                                                  |  |  |  |  |  |  |  |  |  |  |  |  |  |  |  |
|  | 8. Guillermo I de Nassau                         |  |  |  |  |  |  |  |  |  |  |  |  |  |  |  |
|  |                                                  |  |  |  |  |  |  |  |  |  |  |  |  |  |  |  |
|  |                                                  |  |  |  |  |  |  |  |  |  |  |  |  |  |  |  |
|  | 4. Adolfo de Luxemburgo                          |  |  |  |  |  |  |  |  |  |  |  |  |  |  |  |
|  |                                                  |  |  |  |  |  |  |  |  |  |  |  |  |  |  |  |
|  |                                                  |  |  |  |  |  |  |  |  |  |  |  |  |  |  |  |
|  | 9. Luisa de Sajonia-Hildburghausen               |  |  |  |  |  |  |  |  |  |  |  |  |  |  |  |
|  |                                                  |  |  |  |  |  |  |  |  |  |  |  |  |  |  |  |
|  |                                                  |  |  |  |  |  |  |  |  |  |  |  |  |  |  |  |
|  | 2. Guillermo IV de Luxemburgo                    |  |  |  |  |  |  |  |  |  |  |  |  |  |  |  |
|  |                                                  |  |  |  |  |  |  |  |  |  |  |  |  |  |  |  |
|  |                                                  |  |  |  |  |  |  |  |  |  |  |  |  |  |  |  |
|  | 10. Federico Augusto de Anhalt-Dessau            |  |  |  |  |  |  |  |  |  |  |  |  |  |  |  |
|  |                                                  |  |  |  |  |  |  |  |  |  |  |  |  |  |  |  |
|  |                                                  |  |  |  |  |  |  |  |  |  |  |  |  |  |  |  |
|  | 5. Adelaida María de Anhalt-Dessau               |  |  |  |  |  |  |  |  |  |  |  |  |  |  |  |
|  |                                                  |  |  |  |  |  |  |  |  |  |  |  |  |  |  |  |
|  |                                                  |  |  |  |  |  |  |  |  |  |  |  |  |  |  |  |
|  | 11. María Luisa Carlota de Hesse-Kassel          |  |  |  |  |  |  |  |  |  |  |  |  |  |  |  |
|  |                                                  |  |  |  |  |  |  |  |  |  |  |  |  |  |  |  |
|  |                                                  |  |  |  |  |  |  |  |  |  |  |  |  |  |  |  |
|  | 1. Antonieta de Luxemburgo                       |  |  |  |  |  |  |  |  |  |  |  |  |  |  |  |
|  |                                                  |  |  |  |  |  |  |  |  |  |  |  |  |  |  |  |
|  |                                                  |  |  |  |  |  |  |  |  |  |  |  |  |  |  |  |
|  | 12. Juan VI de Portugal                          |  |  |  |  |  |  |  |  |  |  |  |  |  |  |  |
|  |                                                  |  |  |  |  |  |  |  |  |  |  |  |  |  |  |  |
|  |                                                  |  |  |  |  |  |  |  |  |  |  |  |  |  |  |  |
|  | 6. Miguel I de Portugal                          |  |  |  |  |  |  |  |  |  |  |  |  |  |  |  |
|  |                                                  |  |  |  |  |  |  |  |  |  |  |  |  |  |  |  |
|  |                                                  |  |  |  |  |  |  |  |  |  |  |  |  |  |  |  |
|  | 13. Carlota Joaquina de España                   |  |  |  |  |  |  |  |  |  |  |  |  |  |  |  |
|  |                                                  |  |  |  |  |  |  |  |  |  |  |  |  |  |  |  |
|  |                                                  |  |  |  |  |  |  |  |  |  |  |  |  |  |  |  |
|  | 3. María Ana de Portugal                         |  |  |  |  |  |  |  |  |  |  |  |  |  |  |  |
|  |                                                  |  |  |  |  |  |  |  |  |  |  |  |  |  |  |  |
|  |                                                  |  |  |  |  |  |  |  |  |  |  |  |  |  |  |  |
|  | 14. Constantino de Löwenstein-Wertheim-Rosenberg |  |  |  |  |  |  |  |  |  |  |  |  |  |  |  |
|  |                                                  |  |  |  |  |  |  |  |  |  |  |  |  |  |  |  |
|  |                                                  |  |  |  |  |  |  |  |  |  |  |  |  |  |  |  |
|  | 7. Adelaida de Löwenstein-Wertheim-Rosenberg     |  |  |  |  |  |  |  |  |  |  |  |  |  |  |  |
|  |                                                  |  |  |  |  |  |  |  |  |  |  |  |  |  |  |  |
|  |                                                  |  |  |  |  |  |  |  |  |  |  |  |  |  |  |  |
|  | 15. Inés de Hohenlohe-Langenburg                 |  |  |  |  |  |  |  |  |  |  |  |  |  |  |  |
|  |                                                  |  |  |  |  |  |  |  |  |  |  |  |  |  |  |  |
|  |                                                  |  |  |  |  |  |  |  |  |  |  |  |  |  |  |  |